# Eberbach (Bádensko)
Eberbach je německé město na historické cestě zvané Bergstraße, vedoucí z Mannheimu až do Prahy, na severu zemského okresu Rýn-Neckar, v přírodním parku Neckartal-Odenwald, asi 32 km východně od Heidelbergu, v spolkové zemi Bádensko-Württembersko. Má přes 14 tisíc obyvatel a jeho historie podle archeologických pramenů sahá do 10. století.

## Administrativní členění
K městskému jádru náleží 10 městských částí. Jsou to Neckarwimmersbach, Brombach, Friedrichsdorf, Lindach, Rockenau, Igelsbach, Gaimühle, Unterdielbach, Badisch-Schöllenbach a Pleutersbach.

## Historie
První písemná zmínka o Eberbachu pochází z roku 1196, kdy byl v majetku šlechtického rodu z Lauffenu, počínaje Konrádem, který užíval titul „Conrad comes de Eberbach“, stejně jako jeho potomci až do 13. století. Jejich hrad Eberbach náležel k diecézi Worms, poprvé byl zmíněn v roce 1227, kdy jej štaufský císař Jindřich VII. získal v léno a s ním souvisí rozšíření Eberbachu a jeho povýšení na město. Císařský rejstřík daní z roku 1241 zaznamenal zdi městského opevnění. V roce 1235 se hrad stal součástí říše a po roce 1297 byl v zástavě. V roce 1361 palatinové zajistili převod císařského města do své kurfiřtské falce, jímž zůstalo až do 16. století. Od poloviny 14. století se zde pěstovalo víno. 
Při morových epidemiích v letech 1528 až 1555 sem univerzita z Heidelbergu několikrát přestěhovala své fakulty. Jako součást kurfiřtské Falce byl Eberbach v 16. století přičleněn k městům náboženské reformace, ale v průběhu protireformace v 17. století došlo k náboženskému rozkolu. Město bylo jen málo poškozeno třicetiletou válkou. Obyvatelstvo bylo zaměstnáno  při zpracování dřeva, rybolovu, v lodní dopravě a obchodu.
V 19. století patřilo město Eberbach k hlavním přístavům řetězové dopravy na řece Neckaru.
Židovská komunita v Eberbachu se během 19. století rozrostla na 138 osob a vystavěla synagogu, zničenou při listopadovém pogromu v roce 1938 (místo připomíná pamětní kámen z roku 1979). 
Během druhé světové války došlo k bombardování starého města, ztráty byly pouze 6 %. Starobylý most před Neckar vyhodili do povětří příslušníci SS na ústupu před americkými vojáky.

## Památky
Město má dobře dochované historické jádro s několika desítkami památek, měšťanské hrázděné domy a čtyři kostely, nyní na pěší zóně.
- Ruina hradu Eberbach, románská ruina hradního paláce z první čtvrtiny 13. století, v roce 1402 jej dal zbořit Hans von Hirschhorn.
- Rosenturm – Růžová věž, nejstarší z městského opevnění
- Pulverturm – Prašná věž z 15. století
- Blauer Hut (Modrý klobouk) – hranolová věž s helmicí ve tvaru klobouku, nárožní partie středověkého domu
- Hapelturm a Spohrsches Haus – středověká věž a hrázděný dům rodiny Spohrů
- Thalheomský dům – nejstarší měšťanský dům ve městě
- Hotel Zum Karpfen (U kapra) – barokní stavba s novodobými sgrafity (po roce 1954) ilustrujícími dějiny města; stojí v centru na tržišti
- Kostel sv. Jana Nepomuckého, novorenesanční dvouvěžová bazilika z let 1884–1887; čtvrtý chrám na tomto místě. První stál již před rokem 1000, druhý – renesanční chrám typu simultaneum sloužil dvěma církvím (římskokatolické i protestantské) a dal ho postavit falcký kurfiřt Ottheinrich; třetí barokní z let 1698–1707 již byl zasvěcen Janu Nepomukovi (kterého ctili jezuité), stejně jako tento, dosud stojící.
- Evangelický chrám Archanděla Michaela
- Stará radnice - klasicistní stavba weinbrennerského stylu z roku 1823; nyní okresní vlastivědné muzeum

## Osobnosti
- Conrad Beissel (1691–1768) německý mystik a emigrant, zakladatel náboženské komunity v Pensylvánii
- Rudolf Epp (1834–1910) malíř-realista mnichovské školy

## Galerie

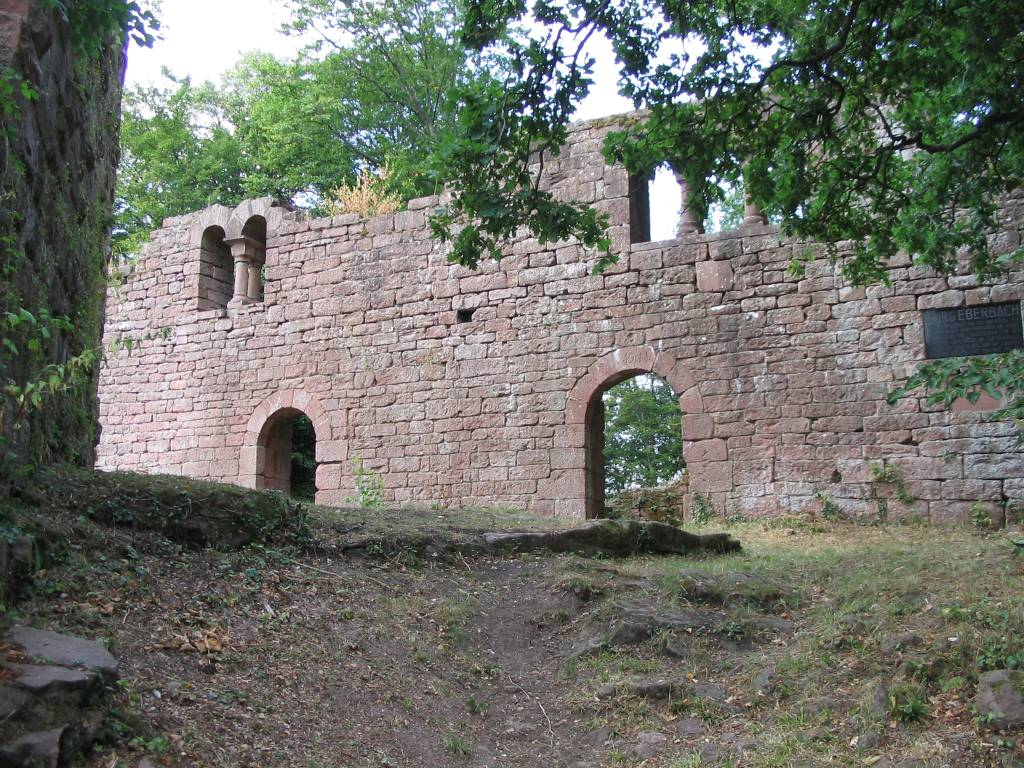
Ruina hradu Eberbach
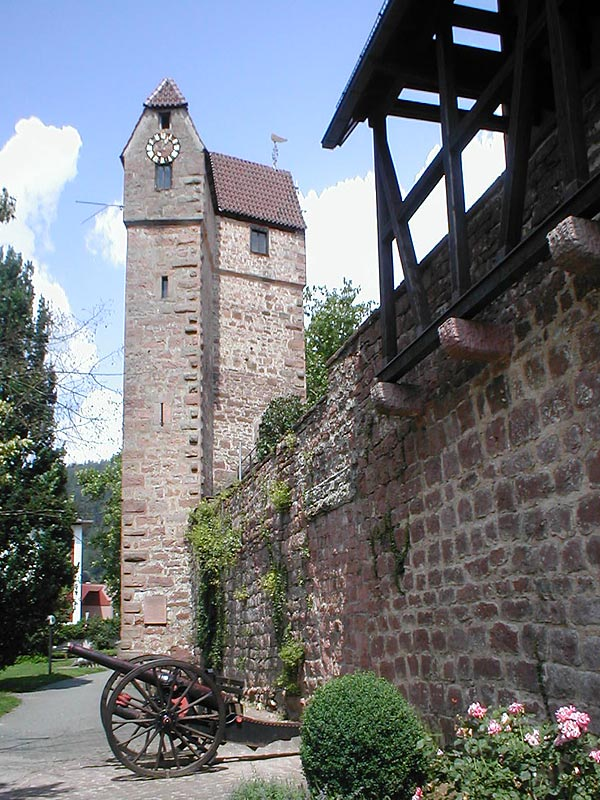
Pulverturm/ Prašná věž
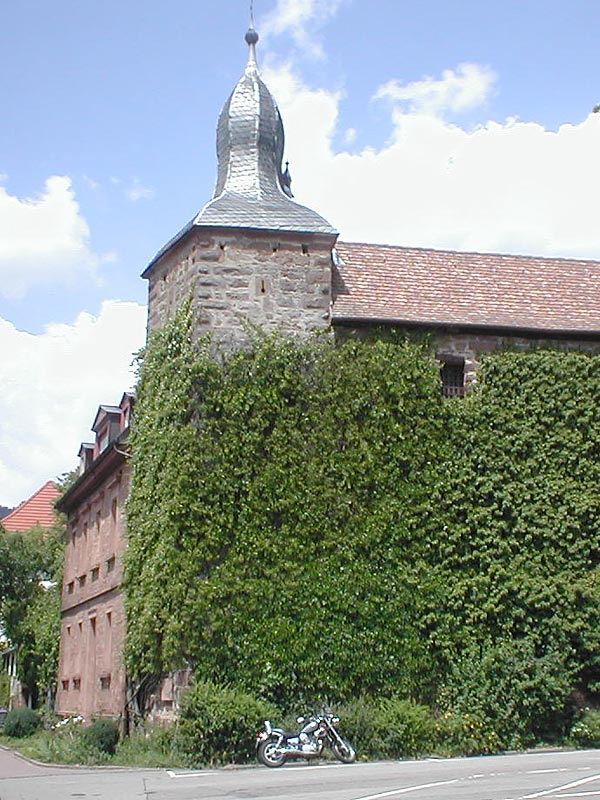
Blauer Hut/ Modrý klobouk
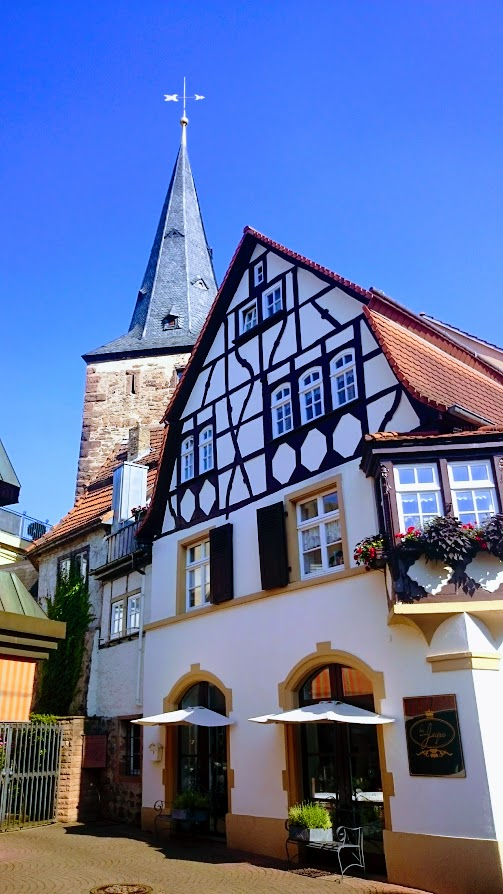
Haspelturm, Spohrovský dům
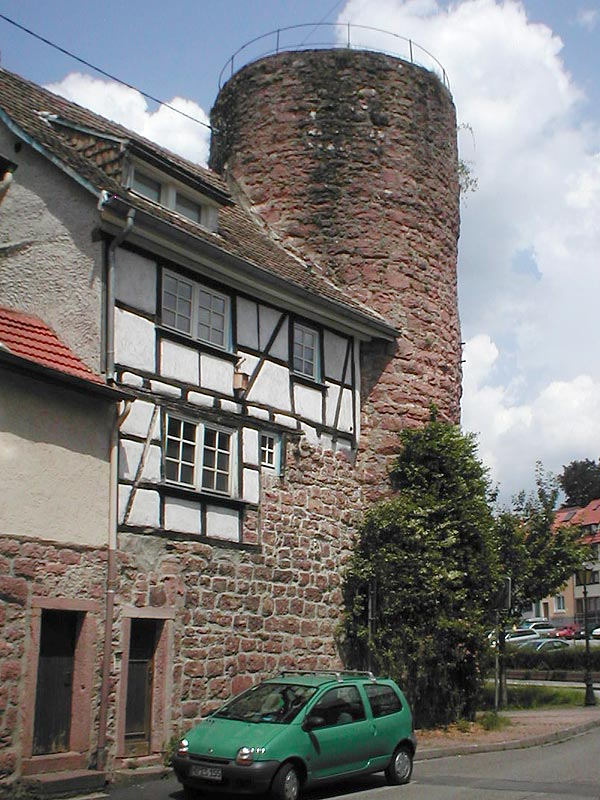
Rosenturm/Růžová věž
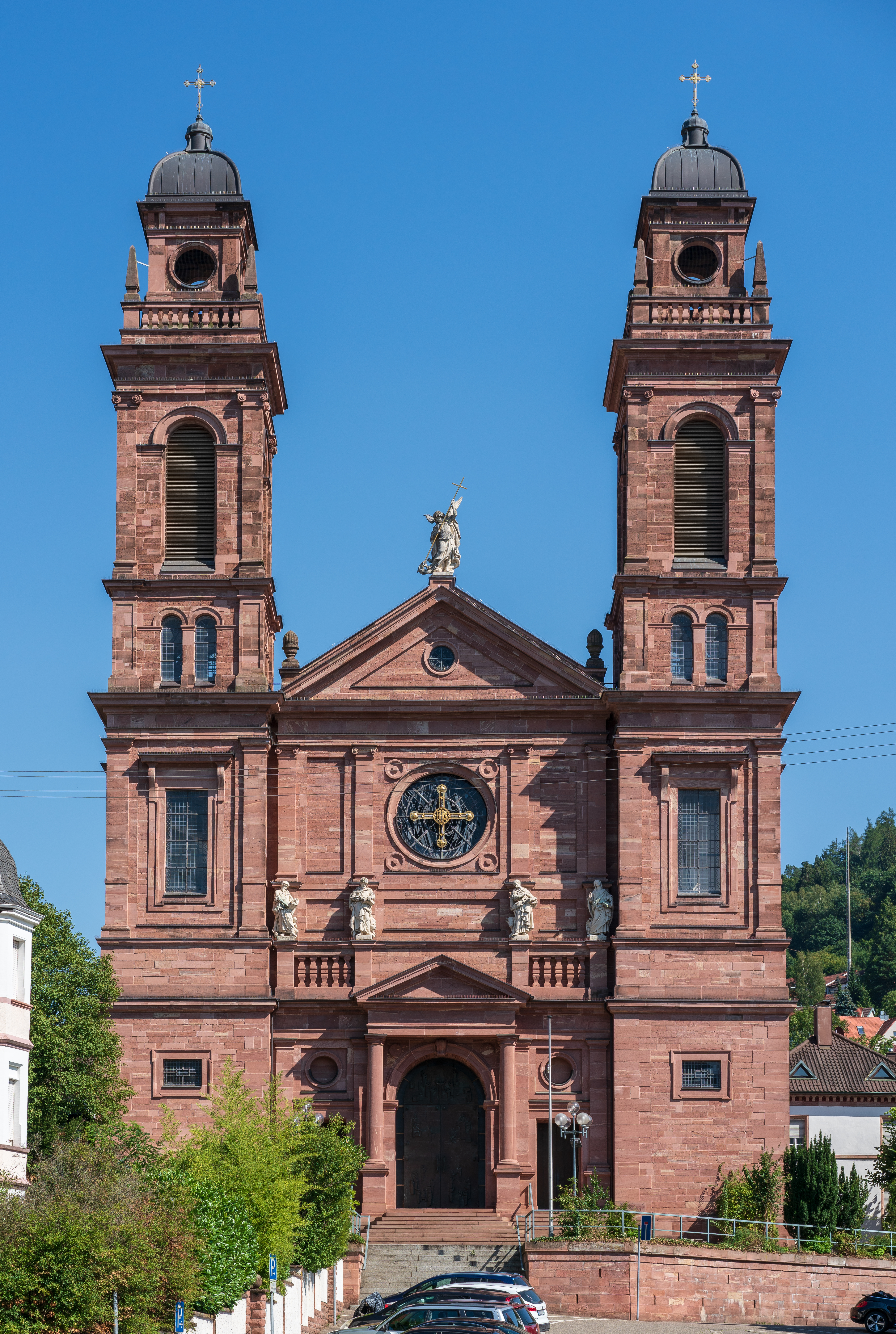
Kostel sv. Jana Nepomuka
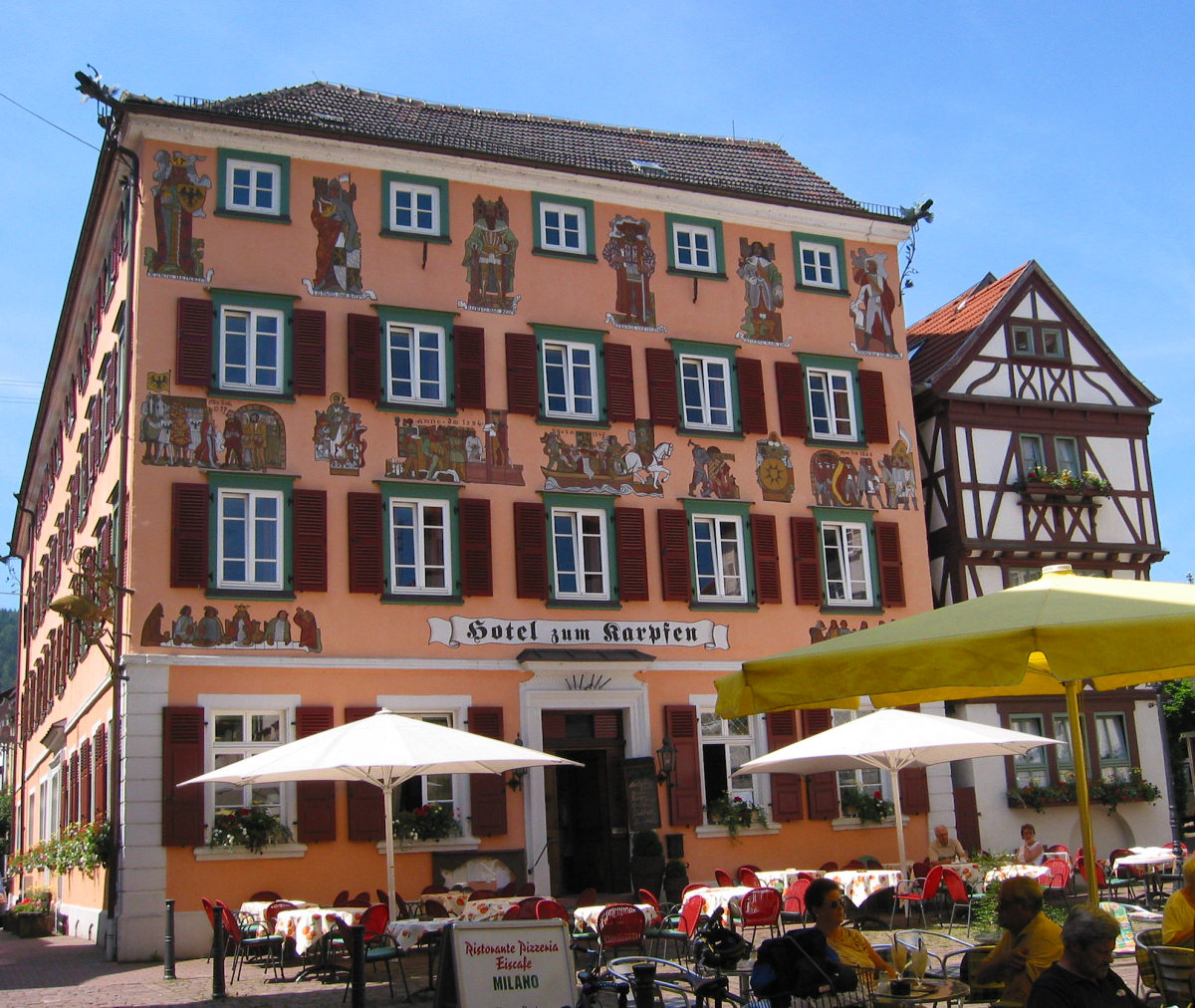
Hotel Zum Karpfen/ U kapra